# 大真空
株式会社大真空（だいしんくう）は、兵庫県加古川市に本社をおく水晶振動子をはじめとした水晶デバイスの製造販売会社。

## 沿革
- 1959年 - 神戸市に電子部品加工を業とする大和真空工業所を創業。
- 1963年 - 株式会社に組織変更
- 1976年 - 加古川市に本社社屋を竣工
- 1983年 - 株式を大証2部に上場。
- 1989年 - 創業30周年を機に、社名を「株式会社大真空」に変更。
- 1991年 - 株式を大証1部に上場。
- 2000年 - 環境保護国際規格ISO14001取得
- 2013年 - 株式を東証1部に上場。

## 営業品目
- 水晶振動子

水晶振動子（MHz帯）
音叉型水晶振動子（kHz帯）
- 水晶応用製品

水晶発振器
水晶フィルタ
水晶光学製品
- シリコンタイミングデバイス

MEMS発振器